# Concorso Intervision della Canzone
Il Concorso Intervision della Canzone (in francese Concours Intervision de la chanson; in russo Конкурс песни «Интервидение»?, Konkurs pesni «Intervidenie»), chiamato anche semplicemente Intervision Song Contest (ISC), è un concorso canoro a cui presero parte Paesi europei e, successivamente, Stati post-sovietici e membri dell'Organizzazione di Shanghai per la cooperazione.
In precedenza fu l'equivalente del blocco orientale dell'Eurovision Song Contest. La manifestazione era organizzata dall'Organizzazione internazionale della radiodiffusione e della televisione, la rete delle emittenti televisive dell'Europa dell'Est, e aveva luogo inizialmente in Cecoslovacchia, per poi spostarsi presso l'anfiteatro "Opera Leśna" a Sopot, in Polonia. Tra il 1977 e il 1980 infatti, l'OIRT organizzò a Sopot (Polonia) quattro edizioni del Concours Intervision de la chanson, manifestazione che sostituì il Festival internazionale della canzone di Sopot, la cui prima edizione risaliva al 1961.
Nel 1981 la manifestazione venne cancellata a seguito dell'avanzata del movimento sindacale indipendente Solidarność, che fu giudicato essere contro-rivoluzionario dalle altre nazioni del blocco orientale. Dopo alcuni tentativi di riportare in vita il concorso, nel 2025 è stato ufficialmente annunciato un revival che si terrà in Russia a settembre, a cui parteciperanno Paesi di ogni continente.
Poiché molti cittadini non possedevano apparecchi telefonici, invece del televoto gli spettatori potevano accendere le luci di casa se avevano apprezzato la canzone, oppure spegnere le luci in caso contrario: in base al consumo di energia nella rete elettrica, un certo numero di punti erano assegnati ad ogni cantante partecipante.

## Storia

### Prime esperienze (1961–1968)
Il primo Festival della Canzone Internazionale di Sopot fu ideato ed organizzato nel 1961 dal compositore Władysław Szpilman, assistito da Szymon Zakrzewski del Comitato Artisti Polacchi (PAGART). Le prime tre edizioni si tennero alla Sala Shipyard di Danzica (1961–1963), e in seguito il festival si trasferì all'Opera Leśna. Il primo premio era costituito da una statuetta dell'usignolo d'ambra per la maggior parte della sua storia; in alcune edizioni fu consegnato al vincitore un disco di ambra. Il concorso si svolse quasi ininterrottamente dal 1961 al 1976, poi di nuovo dal 1984 ad oggi, seppur con diversi cambiamenti. Al concorso hanno partecipato vari Paesi extraeuropei e si sono esibiti vari artisti internazionalmente riconosciuti, questo nel periodo più recente della sua storia.

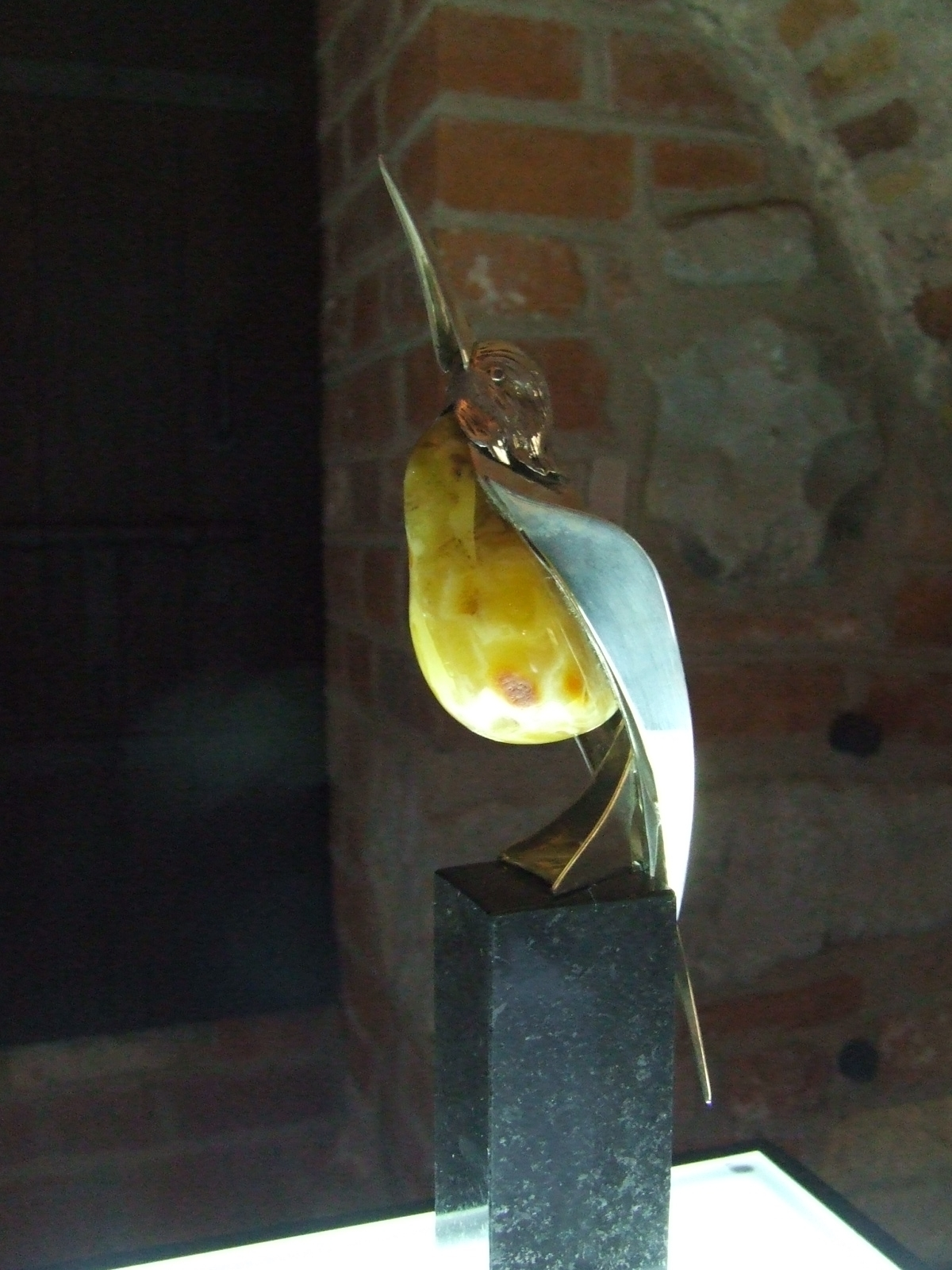
Usignolo d'ambra (Museo dell'Ambra di Danzica)

In modo del tutto parallelo, nel 1965 l'OIRT decise di fondare un concorso musicale che accomunasse i Paesi del blocco comunista, ispirandosi al festival interazionale di Sopot ma anche al ben più grande Eurovision Song Contest, fondato nel 1956. Le prime edizioni si tennero in Cecoslovacchia, con il nome di Golden Clef Intervision Contest (in ceco: Zlatý klíč Intervize). Il festival vide però la partecipazione di pochi Paesi.

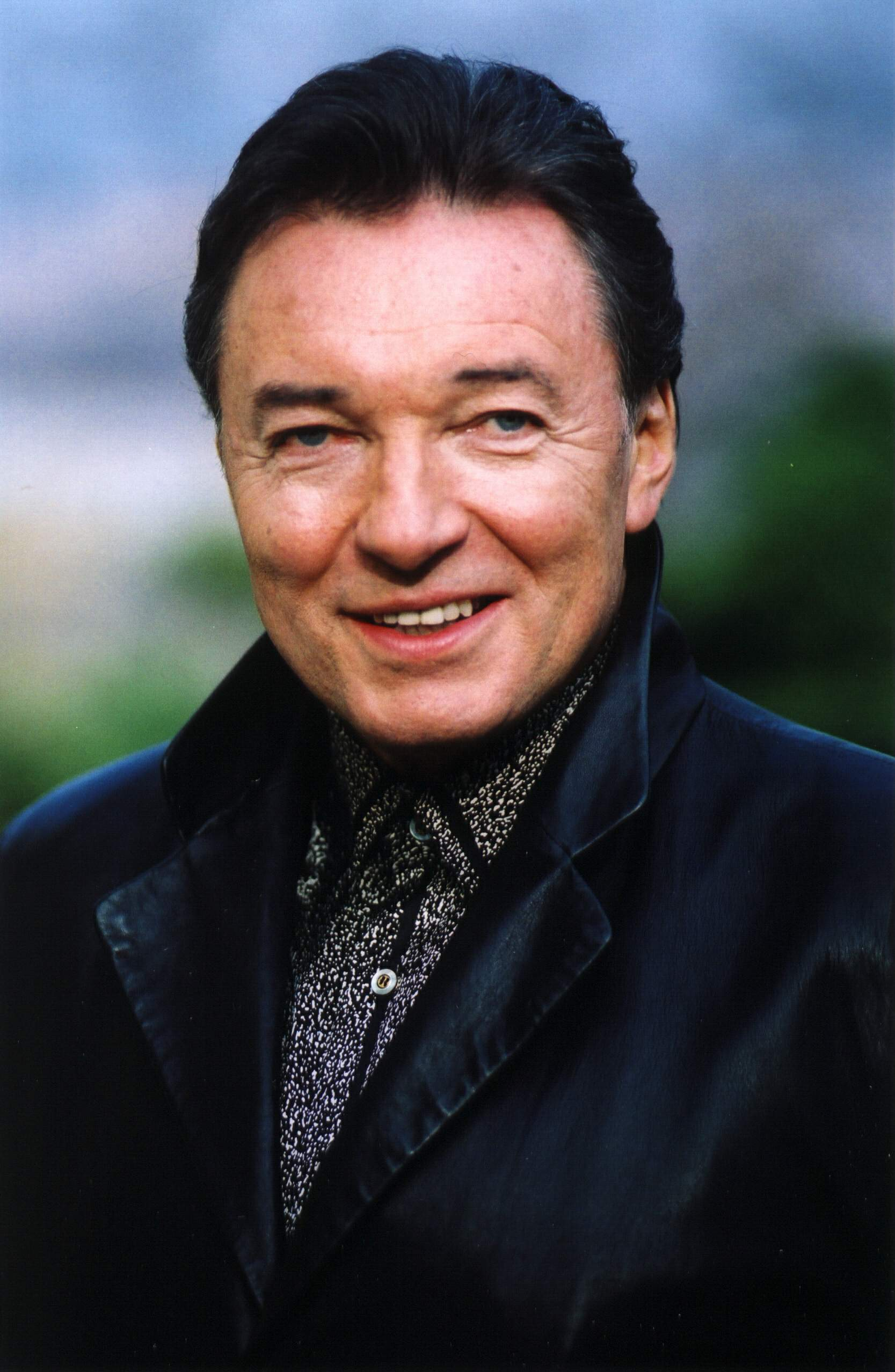
Karel Gott, primo vincitore dell'Intervision nel 1965 (foto del 2002).

### Il periodo di Sopot e la cancellazione (1977-1981)
Visto lo scarso interesse dei Paesi est europei di partecipare al concorso, oltre agli eventi che seguirono la primavera di Praga, esso fu annullato in favore del festival internazionale di Sopot.
Tra il 1977 e il 1980 il festival fu sostituito dal nuovo Concorso Intervisione della Canzone, sempre ospitato a Sopot. Al contrario dell'Eurovision Song Contest, il festival della canzone internazionale di Sopot cambiò spesso formula per la selezione del vincitore, organizzando anche più selezioni per i suoi partecipanti. Ad esempio, nella quarta edizione del 20-23 agosto 1980 furono organizzati due concorsi effettivi: uno per gli artisti rappresentanti delle compagnie televisive e un altro per i cantanti delle etichette discografiche. Nel primo la giuria valutava i meriti artistici della canzone presentata, mentre nel secondo la giuria giudicava l'interpretazione dei partecipanti. Il festival fu sempre aperto alla partecipazione di artisti e Paesi non europei tra cui si ritrovano Cuba (1977), Canada (1978) e Paesi Bassi (1980). Inoltre in alcune edizioni furono decretati più vincitori.
Dopo 4 edizioni, l'ISC venne cancellato di nuovo con la nascita dei movimenti anti-comunisti nei vari Paesi partecipanti come il Solidarność e una generale mancanza di interesse e fondi.
Il festival internazionale di Sopot tornò ad essere quindi un festival indipendente e rimane l'erede dell'Intervision, ma inizialmente anch'esso perse popolarità nei primi anni '80, fino al declino degli anni 1990; nel 2005 gli organizzatori affidarono le trasmissioni alla rete televisiva privata TVN. Dal 1999 non fu più un concorso: la TVP sceglieva di invitare artisti molto conosciuti, come Whitney Houston o The Corrs. Nel 2005, si aspettava che TVN ripristinasse la competizione, posticipata nel 2006 dove fu invitato Elton John.
Il Festival della Canzone Internazionale di Sopot viene oggi generalmente considerato più importante rispetto al Festival Internazionale della Canzone di Benidorm, poiché attrae partecipanti famosi. Nel 2010 e 2011 il festival non ebbe luogo, a causa dei lavori di restauro dell'Opera Leśna. Dal 2012 la manifestazione è chiamata Sopot Top Of The Top Festival e viene trasmessa ogni anno da Polsat. Il festival ha ospitato artisti internazionali, come Charles Aznavour, Boney M, Johnny Cash, e, più recentemente: Chuck Berry, Vanessa-Mae, Annie Lennox, Vaya Con Dios, Chris Rea, Tanita Tikaram, La Toya Jackson, Kajagoogoo e Goran Bregovic.

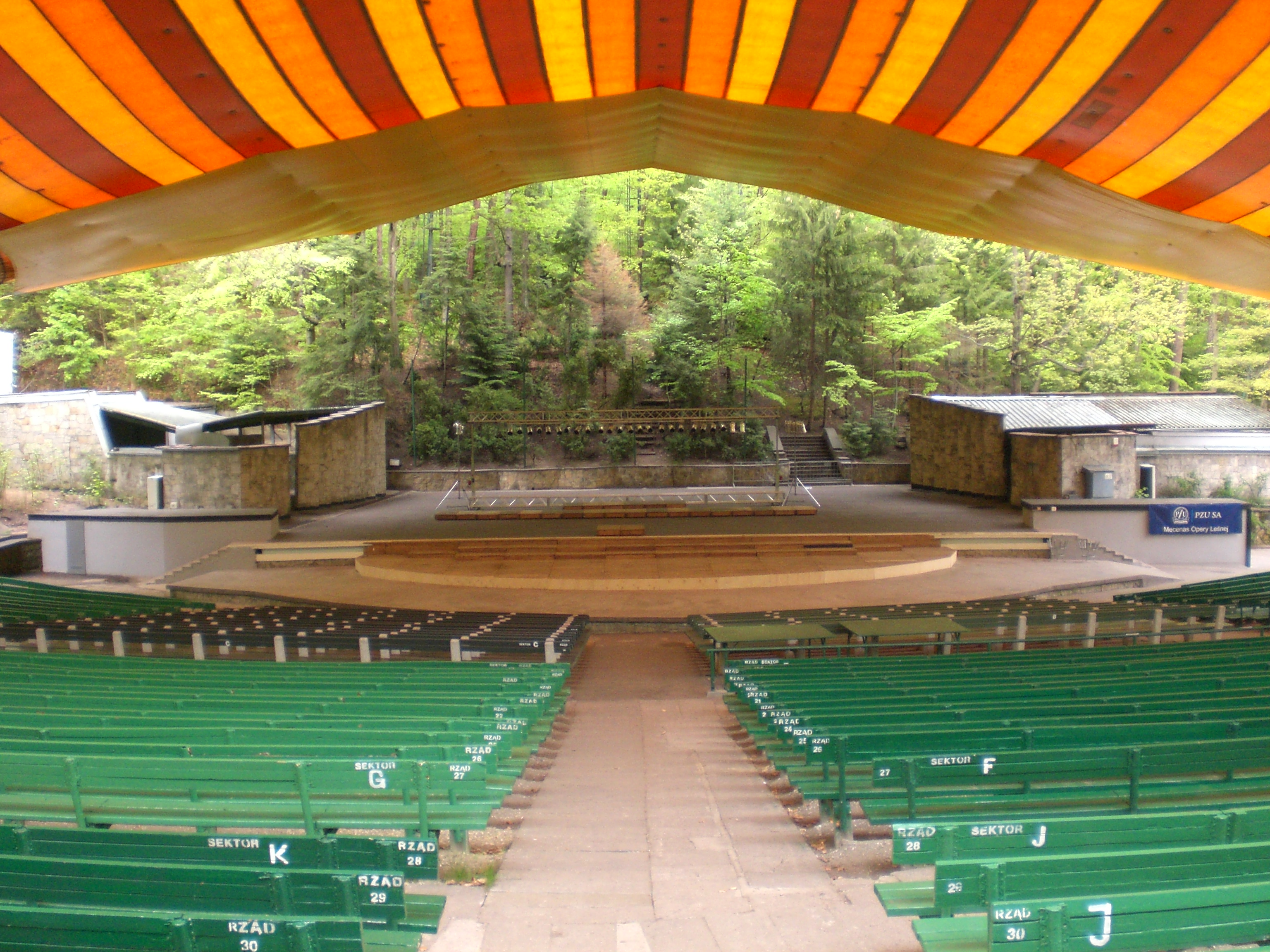
L'Opera Leśna a Sopot.

### Revival e tentativi falliti (dal 2008)
Nel 2008, un evento parallelo chiamato Five Stars: Intervision Song Contest 2008 ebbe luogo nella città russa di Soči, pur essendo un concorso totalmente scollegato, venne pubblicizzato come revival del concorso originale (stavolta con Paesi post-sovietici) e fu vinto dal Tagikistan. L'evento era composto da 4 serate: una per le canzoni originali, una per le cover di hit nazionali, una per le hit internazionali e la serata finale.
Nel 2009, il primo ministro russo Vladimir Putin propose di ricominciare la competizione, questa volta tra Russia, Cina e i Paesi dell'Asia centrale che fanno parte dell'Organizzazione di Shanghai per la cooperazione. Nel maggio 2014 venne annunciato il ritorno ufficiale del concorso dopo 34 anni, con la partecipazione dei membri della Comunità degli Stati Indipendenti, l'Organizzazione di Shanghai per la cooperazione e altre ex repubbliche sovietiche.
Il concorso fu programmato per aver luogo nell'ottobre 2014 a causa della rabbia russa contro il "decadimento morale dell'occidente", particolarmente in risposta alla vincitrice dell'Eurovision Song Contest 2014, Conchita Wurst. Inoltre, il revival fu visto come parte della "agenda diplomatica culturale estera" di Vladimir Putin. A dispetto dei piani di organizzare il concorso sia nel 2014 sia nel 2015, il revival del concorso fu posticipato e poi cancellato. Il progetto iniziale indicava che la competizione avrebbe preso luogo sempre a Soči, con l'interesse di sette Paesi a partecipare: Kazakistan, Kirghizistan, Russia, Tagikistan, Turkmenistan, Cina e Uzbekistan. Dopo la cancellazione dell'edizione, Alexander Ivanov, che era stato scelto come rappresentante della Russia, rappresenterà la Bielorussia all'Eurovision Song Contest 2016 ma con scarsi risultati.
Nel 2023, a causa della sospensione delle emittenti russe dall'UER a causa dell'invasione russa dell'Ucraina, il governo russo insieme a Pervyj kanal hanno iniziato ad organizzare una nuova edizione del concorso prevista inizialmente per lo stesso anno e poi posticipata al 2025 e alla quale furono invitati i Paesi facenti parte del BRICS. Essa si svolgerà alla Live Arena di Mosca il 20 settembre. Le nazioni che hanno già confermato la loro partecipazione a questa nuova edizione sono Azerbaigian, Bielorussia, Brasile, Cina, Cuba, Kazakistan, Kirghizistan, Russia e Tagikistan. Hanno mostrato interesse nella partecipazione all'evento anche Armenia, Egitto, Emirati Arabi Uniti, Etiopia, India, Iran, Qatar, Sudafrica, Thailandia e Uzbekistan. Il governo russo ha poi stilato una lista di Paesi che esso avrebbe piacere partecipassero; che comprende Arabia Saudita, Bolivia, Colombia, Messico, Pakistan, Serbia, Slovacchia, Ungheria e Venezuela.
Il 3 febbraio 2025 il presidente russo Vladimir Putin ha firmato un decreto formalizzando il ritorno della competizione anche per gli anni successivi. Dmitry Chernyshenko fu nominato capo della commissione per la produzione del concorso. 

## Partecipazione
Il concorso è aperto principalmente ai membri della Comunità degli Stati Indipendenti, la Shanghai Co-operation Organisation e alle ex repubbliche sovietiche (inclusi i Paesi Baltici).
- in corsivo l'edizione cancellata del 2014

Partecipazioni al concorso (aggiornata a giugno 2025).
Paesi che hanno partecipato almeno una volta
Paesi che possono partecipare, ma non hanno mai considerato l'idea
Paesi che dovevano partecipare nel 2014 (edizione cancellata)
Non mostrati: Paesi che parteciperanno o potrebbero partecipare all'edizione futura del 2025.

- in grassetto l'edizione futura del 2025

| Paese               | Edizioni             | Partecipazioni | Emittente TV                  |
| ------------------- | -------------------- | -------------- | ----------------------------- |
| Cecoslovacchia      | 1965-1968, 1977-1980 | 8 (5 vittorie) | CST                           |
| Germania Est        | 1965-1968, 1977-1980 | 8              | DFF                           |
| Ungheria            | 1965-1968, 1977-1980 | 8              | MTV                           |
| Polonia             | 1965-1968, 1977-1980 | 8 (1 vittoria) | TVP                           |
| Unione Sovietica    | 1965-1968, 1977-1980 | 8 (2 vittorie) | CT USSR                       |
| Jugoslavia          | 1965-1968, 1977-1980 | 8              | JRT                           |
| Finlandia           | 1966-1968, 1977-1980 | 7 (1 vittoria) | Yle                           |
| Bulgaria            | 1966-1968, 1977-1980 | 7 (1 vittoria) | BNT                           |
| Belgio              | 1968, 1977-1979      | 4              | BRT (Fiandre) RTBF (Vallonia) |
| Romania             | 1968, 1977-1980      | 5              | TVR                           |
| Spagna              | 1968, 1977-1980      | 5              | TVE                           |
| Svizzera            | 1968, 1977-1980      | 5              | SRG SSR                       |
| Cuba                | 1977-1980, 2025      | 4              | ICRT                          |
| Canada              | 1978                 | 1              | CBC                           |
| Marocco             | 1979                 | 1              | SNRT                          |
| Portogallo          | 1979                 | 1              | RTP                           |
| Paesi Bassi         | 1980                 | 1              | NOS                           |
| Armenia             | 2008, 2025           | 1              | ARMTV                         |
| Azerbaigian         | 2008, 2025           | 1              | İTV                           |
| Bielorussia         | 2008, 2025           | 1              | BTRC                          |
| Kazakistan          | 2008, 2014, 2025     | 1              | KA                            |
| Kirghizistan        | 2008, 2014, 2025     | 1              | KTRK                          |
| Lettonia            | 2008                 | 1              | LTV                           |
| Moldavia            | 2008                 | 1              | TRM                           |
| Russia              | 2008, 2014, 2025     | 1              | RTR / C1R                     |
| Tagikistan          | 2008, 2014, 2025     | 1 (1 vittoria) | KTRHÇT                        |
| Turkmenistan        | 2008, 2014, 2025     | 1              | GKTRKT                        |
| Ucraina             | 2008                 | 1              | UA:PBC                        |
| Uzbekistan          | 2014, 2025           | —              | OMTRK                         |
| Cina                | 2014, 2025           | —              | HT                            |
| Brasile             | 2025                 | —              | SBT                           |
| Colombia            | 2025                 | —              | CBU                           |
| Egitto              | 2025                 | —              | ERTU                          |
| India               | 2025                 | —              | PB                            |
| Iran                | 2025                 | —              | NIRT                          |
| Messico             | 2025                 | —              | GTV                           |
| Pakistan            | 2025                 | —              | PTC                           |
| Qatar               | 2025                 | —              | QR                            |
| Arabia Saudita      | 2025                 | —              | SBA                           |
| Sudafrica           | 2025                 | —              | SABC                          |
| Thailandia          | 2025                 | —              | TECA                          |
| Emirati Arabi Uniti | 2025                 | —              | ADMN                          |
| Venezuela           | 2025                 | —              | RCTV                          |

     Paesi che hanno partecipato almeno una volta
     Paesi che possono partecipare, ma non hanno mai considerato l'idea
     Paesi che dovevano partecipare nel 2014 (edizione cancellata)

## Edizioni e vincitori
| Anno                     | Data         | Città ospitante      | Vincitore                                       | Cantante                                          | Canzone                                                                       | Lingua                      |
| ------------------------ | ------------ | -------------------- | ----------------------------------------------- | ------------------------------------------------- | ----------------------------------------------------------------------------- | --------------------------- |
| 1965                     | 12 giugno    | Praga, Teatro Karlín | Cecoslovacchia                                  | Karel Gott                                        | Tam, kam chodí vítr spát                                                      | Ceco                        |
| 1966                     | 25 giugno    | Bratislava           | Bulgaria                                        | Lili Ivanova                                      | Адажио (Adagio)                                                               | Bulgaro                     |
| 1967                     | 17 giugno    | Bratislava           | Cecoslovacchia                                  | Eva Pilarová                                      | Rekviem                                                                       | Ceco                        |
| 1968                     | 22 giugno    | Karlovy Vary         | Cecoslovacchia                                  | Karel Gott                                        | Proč ptáci zpívají?                                                           | Ceco                        |
| Competizione non svolta. |              |                      |                                                 |                                                   |                                                                               |                             |
| 1977                     | 24–27 agosto | Sopot, Opera Leśna   | Cecoslovacchia                                  | Helena Vondráčková                                | Malovaný džbánku                                                              | Ceco                        |
| 1978                     | 23–26 agosto | Sopot, Opera Leśna   | - Unione Sovietica - Cecoslovacchia             | - Alla Pugačëva - Václav Neckář                   | - Всё могут короли (Vsё mogut koroli) - Patrik                                | - Russo - Ceco              |
| 1979                     | 22–25 agosto | Sopot, Opera Leśna   | Polonia                                         | Czesław Niemen                                    | Nim przyjdzie wiosna                                                          | Polacco                     |
| 1980                     | 20–23 agosto | Sopot, Opera Leśna   | - Finlandia - Cecoslovacchia - Unione Sovietica | - Marion Rung - Marika Gombitová - Mykola Hnatyuk | - Hyvästi yö - Chcem sa s tebou delit' - На встречу осени (Na vstrechu oseni) | - Finlandese - Ceco - Russo |
| Competizione non svolta. |              |                      |                                                 |                                                   |                                                                               |                             |
| 2008                     | 28–31 agosto | Soči, Festivalny     | Tagikistan                                      | Taḩmina Niёzova                                   | Zangi telefon                                                                 | Tagico                      |
| 2014                     | ottobre      | Soči, Festivalny     | Annullata.                                      | Annullata.                                        | Annullata.                                                                    | Annullata.                  |
| 2025                     | 20 settembre | Mosca, Live Arena    | TBA                                             | TBA                                               | TBA                                                                           | TBA                         |

### Vincitori per Paese
| Vittorie | Paese            | Anno                             |
| -------- | ---------------- | -------------------------------- |
| 5        | Cecoslovacchia   | 1965, 1967-1968, 1977-1978, 1980 |
| 2        | Unione Sovietica | 1978, 1980                       |
| 1        | Bulgaria         | 1966                             |
| 1        | Polonia          | 1979                             |
| 1        | Finlandia        | 1980                             |
| 1        | Tagikistan       | 2008                             |

### Vittorie per lingua
| Vittorie | Lingua     | Anno                             |
| -------- | ---------- | -------------------------------- |
| 5        | Ceco       | 1965, 1967-1968, 1977-1978, 1980 |
| 2        | Russo      | 1978, 1980                       |
| 1        | Bulgaro    | 1966                             |
| 1        | Polacco    | 1979                             |
| 1        | Finlandese | 1980                             |
| 1        | Tagico     | 2008                             |